# Bibliothek der Weltliteratur (BDW)
Die Bibliothek der Weltliteratur (oft zusammen mit der Abkürzung BDW) ist eine zwischen den Jahren 1962 und 1991 erschienene deutschsprachige Buchreihe, in der eine Auswahl der Weltliteratur veröffentlicht wurde. Daran beteiligten sich  der Aufbau Verlag, der Verlag Rütten & Loening, der Verlag Volk und Welt, der Insel Verlag und der Reclam-Verlag. Neben klassischen literarischen Werken der Antike und des Barocks enthält sie insbesondere Werke aus dem 18. bis 20. Jahrhundert.

## Ausgaben
Die folgende Übersicht ist nach den Anfangsbuchstaben der (übersetzten) Buchtitel sortiert. 
- 49 Stories (Ernest Hemingway) Aufbau-Verlag, 1963
- 7 Stücke (George Bernard Shaw) Aufbau-Verlag, 1965
- Anna Karenina (2 Bde.) (Lew Nikolajewitsch Tolstoi) Rütten & Loening, 1962
- Antike Komödien (Aristophanes, Plautus, Terenz, Menander) Aufbau-Verlag, 1967
- Antike Tragödien (Aischylos, Sophokles, Euripides) Aufbau-Verlag, 1969
- Aus meinem Leben (Johann Wolfgang von Goethe) Aufbau-Verlag, 1984
- Babbitt (Sinclair Lewis) Aufbau-Verlag, 1978
- Bel-Ami (Guy de Maupassant) Rütten & Loening, 1962
- Buddenbrooks (Thomas Mann) Aufbau-Verlag, 1963
- Cecile  / Die Poggenpuhls / Mathilde Möhring (Theodor Fontane) Aufbau-Verlag, 1988
- Cesira (Alberto Moravia) Aufbau-Verlag, 1970
- Das Dekameron (Giovanni Boccaccio) Aufbau-Verlag, 1974
- Das Mädchen und die Taube (Jarosław Iwaszkiewicz) Aufbau-Verlag, 1970
- Das rote Zimmer (August Strindberg) Rütten & Loening, 1966
- Das siebte Kreuz (Anna Seghers) Aufbau-Verlag, 1964
- Das Totenschiff (B. Traven) Volk und Welt, 1970
- Das Verbrechen des Paters Amaro (José Maria Eça de Queiroz) Aufbau-Verlag, 1965
- Das Werk der Artamonows (Maxim Gorki) Aufbau-Verlag, 1963
- Der abenteuerliche Simplicissimus Teutsch (Hans Jakob Christoffel von Grimmelshausen) Aufbau-Verlag, 1967
- Der Aufstand (Liviu Rebreanu) Volk und Welt, 1976
- Der grüne Heinrich (Gottfried Keller) Aufbau-Verlag, 1962
- Der Herr Präsident (Miguel Angel Asturias) Volk und Welt, 1975
- Der Krieg mit den Molchen (Karel Čapek) Aufbau-Verlag, 1973
- Der Leidensweg (3 Bde.): Schwestern / Das Jahr 1918 / Finsterer Morgen (Alexei Nikolajewitsch Tolstoi) Aufbau-Verlag, 1967
- Der rasende Reporter (Egon Erwin Kisch) Aufbau-Verlag, 1990
- Der russische Wald (Leonid Maximowitsch Leonow) Volk und Welt, 1974
- Der stille Don (2 Bde.) (Michail Scholochow) Volk und Welt, 1964
- Der Streit um den Sergeanten Grischa (Arnold Zweig) Aufbau-Verlag, 1963
- Der Traum der Roten Kammer (Cao Xueqin) Insel Verlag, 1974
- Der Untertan (Heinrich Mann) Aufbau-Verlag, 1969
- Dichtungen (Pablo Neruda) Volk und Welt, 1978
- Die Abenteuer des braven Soldaten Schwejk (Jaroslav Hašek) Aufbau-Verlag, 1964
- Die Brücke über die Drina (Ivo Andrić) Aufbau-Verlag, 1965
- Die Elenden (2 Bde.) (Victor Hugo) Volk und Welt, 1970
- Die Füchse im Weinberg (Lion Feuchtwanger) Aufbau-Verlag, 1972
- Die Geschichte von Ulenspiegel und Lamme Goedzak (Charles de Coster) Volk und Welt, 1973
- Die Götter dürsten (Anatole France) Aufbau-Verlag, 1989
- Die Jadegöttin. Rütten & Loening, 1966
- Die Karwoche (Louis Aragon) Volk und Welt, 1977
- Die Mutter (Maxim Gorki) Aufbau-Verlag, 1973
- Die Nonne (Denis Diderot) Rütten & Loening, 1989
- Die Räuber vom Liangschan (2 Bde.) (Naian Shi, Johanna Herzfeldt (Hg.)) Insel Verlag, 1974
- Die toten Seelen (Nikolai Gogol) Aufbau-Verlag, 1965
- Die Verlobten (Alessandro Manzoni) Aufbau-Verlag, 1979
- Ditte Menschenkind (Martin Andersen Nexö) Aufbau-Verlag, 1964
- Doktor Faustus (Thomas Mann) Aufbau-Verlag, 1971
- Dom Casmurro (Joaquim Maria Machado de Assis) Rütten & Loening, 1966
- Dombey und Sohn (2 Bde.) (Charles Dickens) Aufbau-Verlag, 1966
- Don Quijote (2 Bde.) (Miguel de Cervantes) Rütten & Loening, 1972
- Dramen (2 Bde.) (Friedrich Schiller) Aufbau-Verlag, 1964
- Dramen (2 Bde.) (William Shakespeare) Aufbau-Verlag, 1971
- Dramen (Henrik Johan Ibsen) Rütten & Loening, 1977
- Dramen (Gerhart Hauptmann) Aufbau-Verlag 1966
- Effi Briest (Theodor Fontane) Aufbau-Verlag, 1962
- Ein Goldmensch (Mór Jókai) Reclam, 1963
- Ein Held unserer Zeit (Michail Lermontow) Rütten & Loening, 1963
- Eine amerikanische Tragödie (Theodore Dreiser) Aufbau-Verlag, 1962
- Eine Legende (William Faulkner) Volk und Welt, 1972
- Emma (Jane Austen) Aufbau-Verlag, 1988
- Erzählungen (Edgar Allan Poe) Rütten & Loening, 1974
- Erzählungen (Anna Seghers) Aufbau-Verlag, 1968
- Explosion in der Kathedrale (Alejo Carpentier) Volk und Welt, 1975
- Faust I/II, Urfaust (Johann Wolfgang von Goethe) Aufbau-Verlag, 1971
- Früchte des Zorns (John Steinbeck) Volk und Welt, 1966
- Gedichte (Heinrich Heine) Aufbau-Verlag, 1962
- Gedichte (Johann Wolfgang von Goethe) Aufbau-Verlag, 1976
- Gedichte (Sándor Petőfi) Aufbau-Verlag, 1973
- Gedichte / Hyperion / Briefe (Friedrich Hölderlin) Aufbau-Verlag, 1991
- Germinal (Emile Zola) Rütten & Loening, 1963
- Goya oder der arge Weg der Erkenntnis (Lion Feuchtwanger) Aufbau-Verlag, 1988
- Gullivers Reisen (Jonathan Swift) Rütten & Loening, 1964
- Hans im Glück (Henrik Pontoppidan) Aufbau-Verlag, 1971
- Hören Sie zu! (Wladimir Wladimirowitsch Majakowski) Volk und Welt, 1976
- Ilias / Odyssee (Homer) Aufbau-Verlag, 1965
- Islandglocke (Halldór Laxness) Aufbau-Verlag, 1970
- Ivanhoe (Walter Scott) Rütten & Loening, 1968
- Jacques der Fatalist und sein Herr (Denis Diderot) Rütten & Loening, 1963
- Jahrmarkt der Eitelkeit (2 Bde.) (William Makepeace Thackeray) Rütten & Loening, 1964
- Johann Christof (3 Bde.) (Romain Rolland) Rütten & Loening, 1965
- Klassisches spanisches Theater (2 Bde.), Werner Bahner (Hrsg.) Rütten & Loening, 1969
- Kleine Romane und Erzählungen (Voltaire) Rütten & Loening, 1984
- Madame Bovary (Gustave Flaubert) Rütten & Loening, 1963
- Märchen und Erzählungen (E. T. A. Hoffmann) Aufbau-Verlag, 1965
- Meistererzählungen (Anton Tschechow) Rütten & Loening, 1969
- Meisterwerke (Alexander Puschkin) Aufbau-Verlag, 1972
- Moby Dick (Herman Melville) Aufbau-Verlag, 1970
- Natterngezücht (François Mauriac) Aufbau-Verlag, 1977
- Pan Tadeusz (Adam Mickiewicz) Aufbau-Verlag, 1976
- Pantschatantra. Rütten & Loening, 1978
- Peter der Erste (2 Bde.) (Alexei Nikolajewitsch Tolstoi) Aufbau-Verlag, 1991
- Rashomon (Ryunosuke Akutagawa) Volk und Welt, 1975
- Reisebilder (Heinrich Heine) Aufbau-Verlag, 1966
- Robinson Crusoe (Daniel Defoe) Aufbau-Verlag, 1973
- Rot und Schwarz (Stendhal) Rütten & Loening, 1962
- Rote Rosen für mich (Sean O’Casey, Otto Brandstädter (Hg.)) Aufbau-Verlag, 1976
- Schau heimwärts, Engel! (Thomas Wolfe) Volk und Welt, 1973
- Schuld und Sühne (Fjodor M. Dostojewski) Aufbau-Verlag, 1971
- Städte und Jahre (Konstantin Alexandrowitsch Fedin) Aufbau-Verlag, 1968
- Stücke (Bertolt Brecht) Aufbau-Verlag, 1968
- Tabak (Dimitar Dimow) Volk und Welt, 1981
- Tom Jones: Die Geschichte eines Findelkindes (2 Bde.) (Henry Fielding) Aufbau-Verlag, 1973
- Tom Sawyers Abenteuer (Mark Twain) Aufbau-Verlag, 1963
- Trauer (László Németh) Aufbau-Verlag, 1976
- Väter und Söhne (Iwan Sergejewitsch Turgenew) Aufbau-Verlag, 1967
- Verlorene Illusionen (Honoré de Balzac) Aufbau-Verlag, 1966
- Wilhelm Meisters Lehrjahre (Johann Wolfgang von Goethe) Aufbau-Verlag, 1970